# Verwaltungsgemeinschaft Ziethetal
In der Verwaltungsgemeinschaft Ziethetal waren im sachsen-anhaltischen Landkreis Köthen die Gemeinden Dohndorf, Großpaschleben, Kleinpaschleben, Löbnitz an der Linde, Trinum, Wörbzig, Wülknitz und Zabitz zusammengeschlossen. Am 1. Januar 2004 wurde sie aufgelöst, indem die Gemeinden Dohndorf, Löbnitz an der Linde und Wülknitz in die Stadt Köthen (Anhalt) eingemeindet wurden, während die Gemeinde Wörbzig in der Stadt Gröbzig in der Verwaltungsgemeinschaft Fuhneaue aufging. Die Gemeinden Großpaschleben, Kleinpaschleben, Trinum und Zabitz blieben dagegen selbständig und wurden in die Verwaltungsgemeinschaft Osternienburg integriert.